# Mbaye Faye
Pour les articles homonymes, voir Faye.
Le Colonel Mbaye Faye est un officier supérieur sénégalais, né en 1948 à Tambacounda, ayant exercé les fonctions de Sous-Chef d’état-major général des Armées du Sénégal et de Chef d'état-major de Onu pour le Burundi.
Mbaye Faye a trois petits-enfants : l'aîné Naraby Hane, le benjamin Babacar Hane et la cadette Maimouna Hane.

## Formation
Le colonel Faye intègre en 1970 l'École spéciale militaire de Saint-Cyr. Pendant cette période l'école est dirigée par le général de brigade Jean Richard.
De 1970 à 1972, il est élève-officier appartenant à la promotion « No 157 Général de Gaulle » tout comme les anciens CEMA ivoirien et congolais le Général Mathias Doué et le Général congolais Jean-Marie Mokoko, le défunt général Ilunga Shamanga, chef d'état-major particulier du maréchal Mobutu, et les officiers français suivants : le Général Bernard Périco, ancien commandant la Brigade de sapeurs-pompiers de Paris, le Général de corps d'armée Jean-Loup Moreau, actuel inspecteur de l'armée de terre et le Général Elrick Irastorza actuel chef d'état-major de l'armée de terre.
Il est aussi de la même promotion que les militaires sénégalais suivants : Babacar Gaye (ancien CEMGA), le colonel de gendarmerie Alioune Badara Niang (ancien DG du Port autonome de Dakar en remplacement de Pathé Ndiaye), Général Abdoulaye Dieng (ambassadeur du Sénégal en Guinée-Bissau) et l'intendant colonel Oumar Niang (attaché militaire au Maroc).
Parmi ces anciens à Saint-Cyr, on peut citer les militaires sénégalais de la promo 156 Général Gilles (69-71) suivants : Birago Diouf, Makha Keita (Directeur de l'Agence de Promotion du réseau Hydrographique National), Joseph Gomis, Papa Khalilou Fall, Chérif Alioune Bâ (ancien commandant des pompiers) et le général Pathé Seck (ancien Haut Commandement de la Gendarmerie Nationale et ambassadeur au Portugal).
Sorti lieutenant, il suit le Cours de perfectionnement des officiers subalternes à l'École d'application de l'arme blindée cavalerie de Saumur.
Il est ensuite diplômé de l'École d'état-major de Compiègne.
En 1988, il est breveté de l'École supérieure de guerre française (100e Promotion).

## Carrière

### Armée sénégalaise
De retour au Sénégal, il devient officier de l'Arme blindée et cavalerie. Le Chef d'état-major général des armées de l'époque était le général Idrissa Fall.
Il commande une unité blindée élémentaire à Thiès.
Il a été aide de camp du ministre des Forces Armées Amadou Clédor Sall.
Entre 1991 et 1993, il est membre du contingent sénégalais au Liberia ECOMOG sous les ordres de Mountaga Diallo.
Il a succédé au même Mountaga Diallo au poste de Chef d’état-major de l'Armée de Terre.
En janvier 1998, il est nommé Sous-Chef d’État-Major général des Armées par le président Abdou Diouf. Il est remplacé en 2000 à ce poste par le colonel Talla Niang. Le Chef d'état-major de l'époque est le général Mamadou Seck.

### Nations Unies
Le colonel Mbaye Faye du Bataillon Hors-Rang est, pour compter du 1er mai 2001, détaché à l’Organisation des Nations unies, en qualité de fonctionnaire chargé des affaires politiques.
Il est Chargé du Programme de Démobilisation et de Réinsertion de l'Opération des Nations unies au Burundi (ONUB). Au terme du mandat de l'ONUB et avec l'établissement du Bureau intégré des Nations unies au Burundi (BINUB) en 2007, le colonel Mbaye Faye poursuit en tant que Chef de la section SSR-SA (Security Sector Reform – Small Arms) du BINUB sous l'autorité de Youssef Mahmoud, Représentant Exécutif du Secrétaire Général des Nations unies au Burundi.

## Décorations
Le colonel Faye est titulaire de plusieurs décorations nationales et étrangères dont la Médaille d’honneur de l’Armée de Terre.

## Famille
Le colonel Faye est père de 5 enfants. Il est le frère de l'homme d'affaires Daouda Faye, ancien ministre des sports dans le gouvernement de Macky Sall, ancien directeur général d'Africamer et actuel sénateur.